# 张纯青
张纯青（1921年8月4日—1999年2月18日），原名张淳庆，江苏省扬州东关大街人，中国人民解放军开国大校，曾任中国人民解放军空军第十五军政委长达11年、后任南京军区空军副政委。第五届全国人民代表大会代表。

## 生平
1937年11月到武汉投奔亲戚。1938年2月在武汉辍学参加八路军，1940年8月加入中国共产党。
抗战胜利后，任军调部太原军调执行小组中共代表团少校参谋，负责白晋线军调。后任晋冀鲁豫野战军第九纵队政治部干部科科长、第九纵队二十六旅七十八团政治处主任、豫西军区汝河独立团政治委员。淮海战役围歼黄维兵团的村落攻坚战中，任78团政治处主任的张纯青耳朵被炮弹震聋终身残疾，团参谋长陈鸿汉率突击队被喷火器烧死牺牲。1949年任第二野战军第十五军政治部组织部副部长。
中华人民共和国成立后，任第二野战军第十五军政治部组织部部长、第十五军干部管理部副部长。上甘岭战役中，军长秦基伟决定把军部警卫连也派往第一线参加10月30日的大反攻，军干部部副部长张纯青负责组织动员。张纯青乘吉普车穿越战区时，遭数架美机俯冲袭击车毁人亡，张纯青被压断四根肋骨。后任第十五军第二十九师副政治委员兼政治部主任，第十五军第四十五师副政治委员、政治委员，解放军高等军事学院基本系学员，第十五军第四十三师政治委员、1965年4月任第十五军政治部主任、1966年5月任第十五军副政委兼政治部主任。七二零事件后，1967年8月15日，第十五军奉中央军委命令进驻武汉，撤销武汉市人民武装部，成立武汉警备区，由第十五军兼任，受武汉军区领导，方铭升任军长兼任警备区司令员，张纯青升任军政委兼任警备区政治委员，张绪（第29师师长）升任副军长兼警备区副司令员，张昭剑（第29师政委）升任军副政委兼警备区副政治委员。1967年9月20日，毛泽东主席到武汉视察，在东湖客舍与曾思玉、刘丰、方铭、张纯青等四人谈话：

对"百万雄师"，不要整得那么狠，坏的还是少数，广大群众是好的。对独立师也不要去整，干部战士都是受蒙蔽的。总要给犯错误的人以出路，包括陈再道。不知谁批准搞的"喷气式"、挂牌、戴高帽。。。。。。十八年来没有训练过人武部、军分区、省军区和大军区的干部，责任在我，我是军委的主席嘛。为什么不训练?不出问题还想不起要训练这些干部的问题。***恐怕要保。

三支两军是文革中的一件古今中外所没有遇过的新亊物。因没有经验，难免出错。

1978年1月任南京军区空军副政治委员。1987年5月离休。
1955年被授予上校军衔，1960年晋升为大校军衔。1978年当选为第五届全国人民代表大会代表。